# 스포츠클라이밍

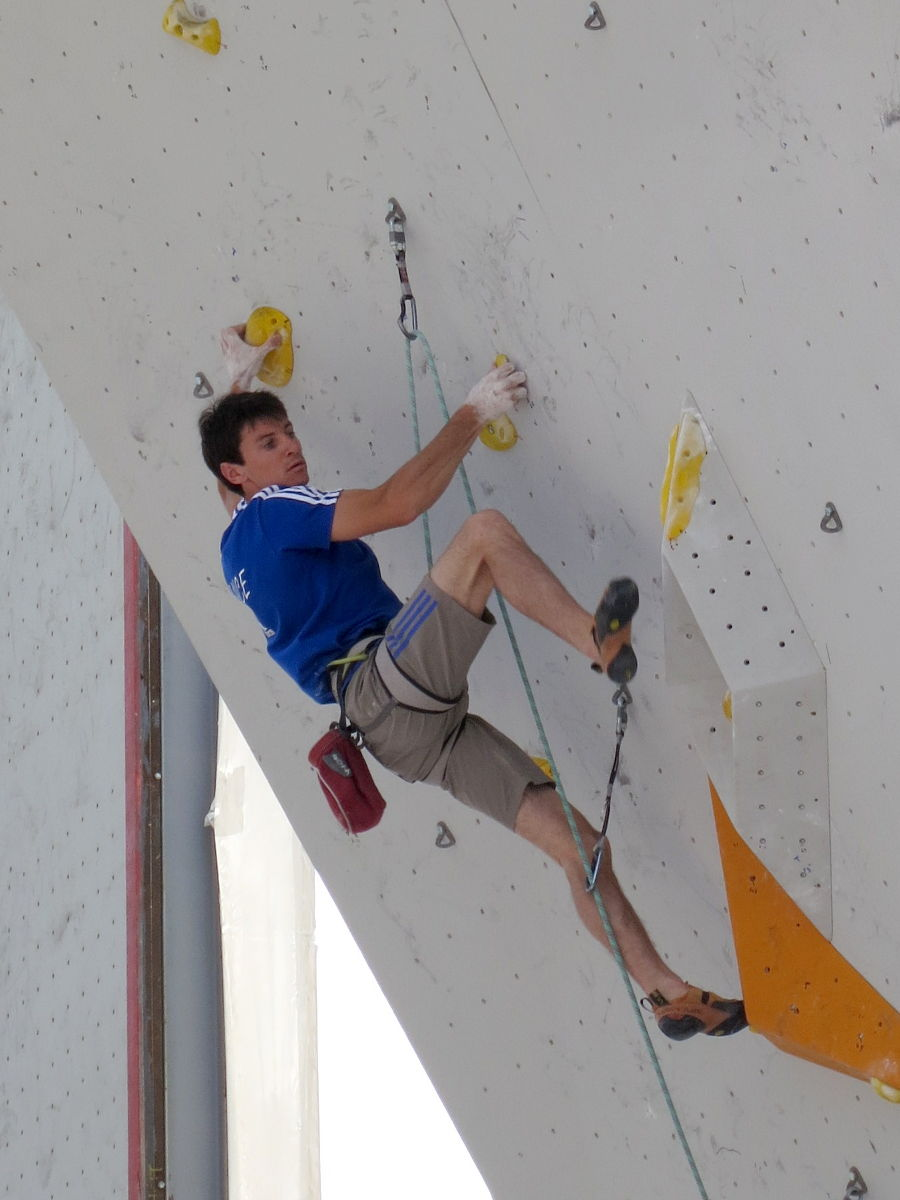
프랑스의 스포츠 클라이머 마누엘 로망

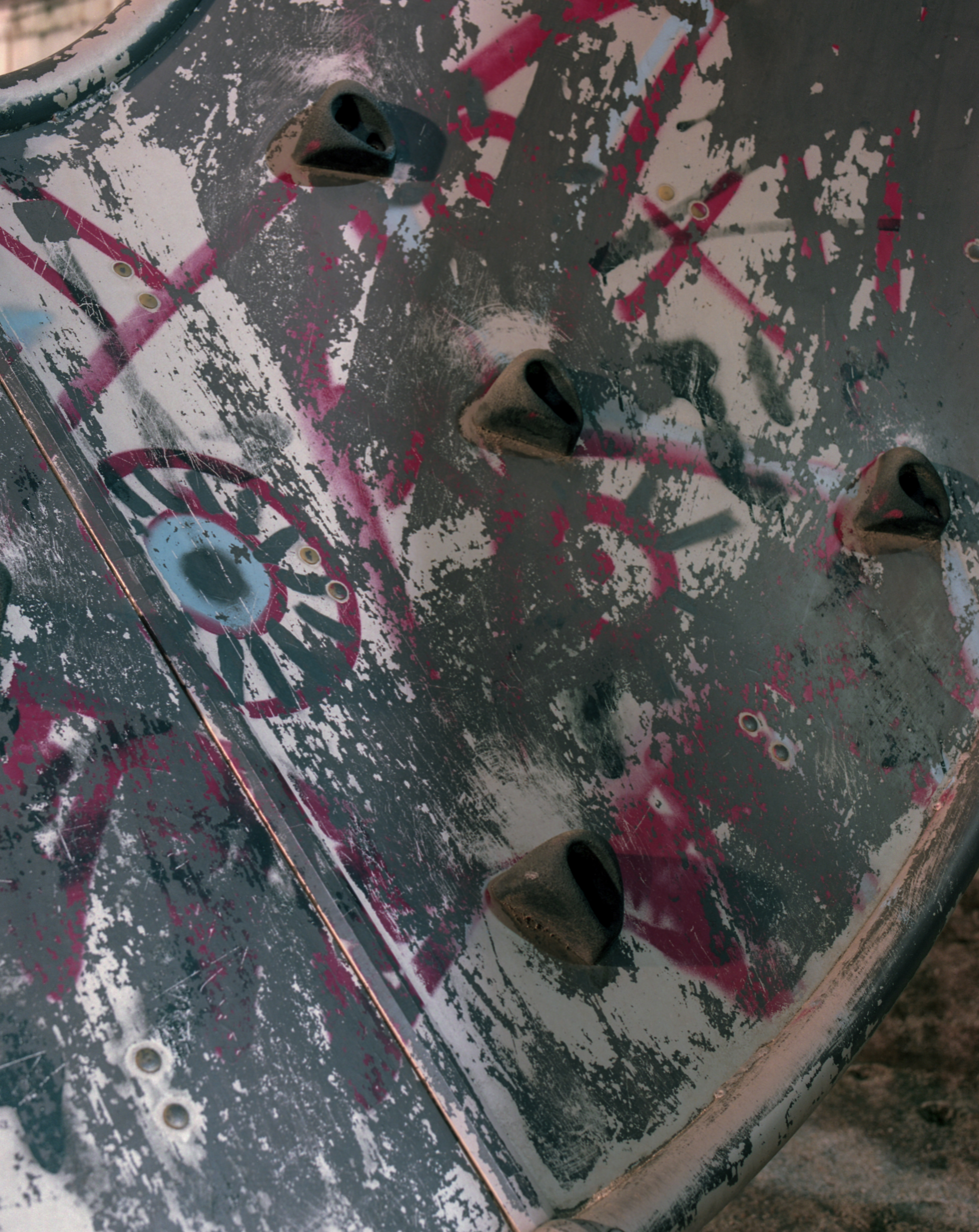
인공 클라이밍 블럭.

스포츠 클라이밍(영어: Sport climbing) 또는 인공암벽등반(人工岩壁登攀)은 인공으로 만든 암벽을 등반하는 스포츠이다. 인공암벽등반은 볼트와 같은 바위에 고정된 영구 확보물에 안전을 맡기며 등반한다. 인공암벽등반은 직접 확보물을 설치해야 한다는 부담이 적기 때문에 힘과 지구력과 같은 육체적 능력을 강조한다.
인공암벽등반에 필요한 장비에는 등반할 때 홀드 혹은 벽과의 마찰력을 높여줄 암벽화와, 등반자를 안전하게 지켜줄 자일, 확보기(ATC), 손과 홀드의 마찰력을 높여줄 초크가루와 초크를 넣을 초크백, 하네스, 선등자의 경우에는 퀵드로 등이 있다. 대개의 경우에는 등반자와 확보자가 한 팀이 되어 운동을 하지만, 유마 등의 장비를 통해 혼자서 등반을 할 수도 있다.

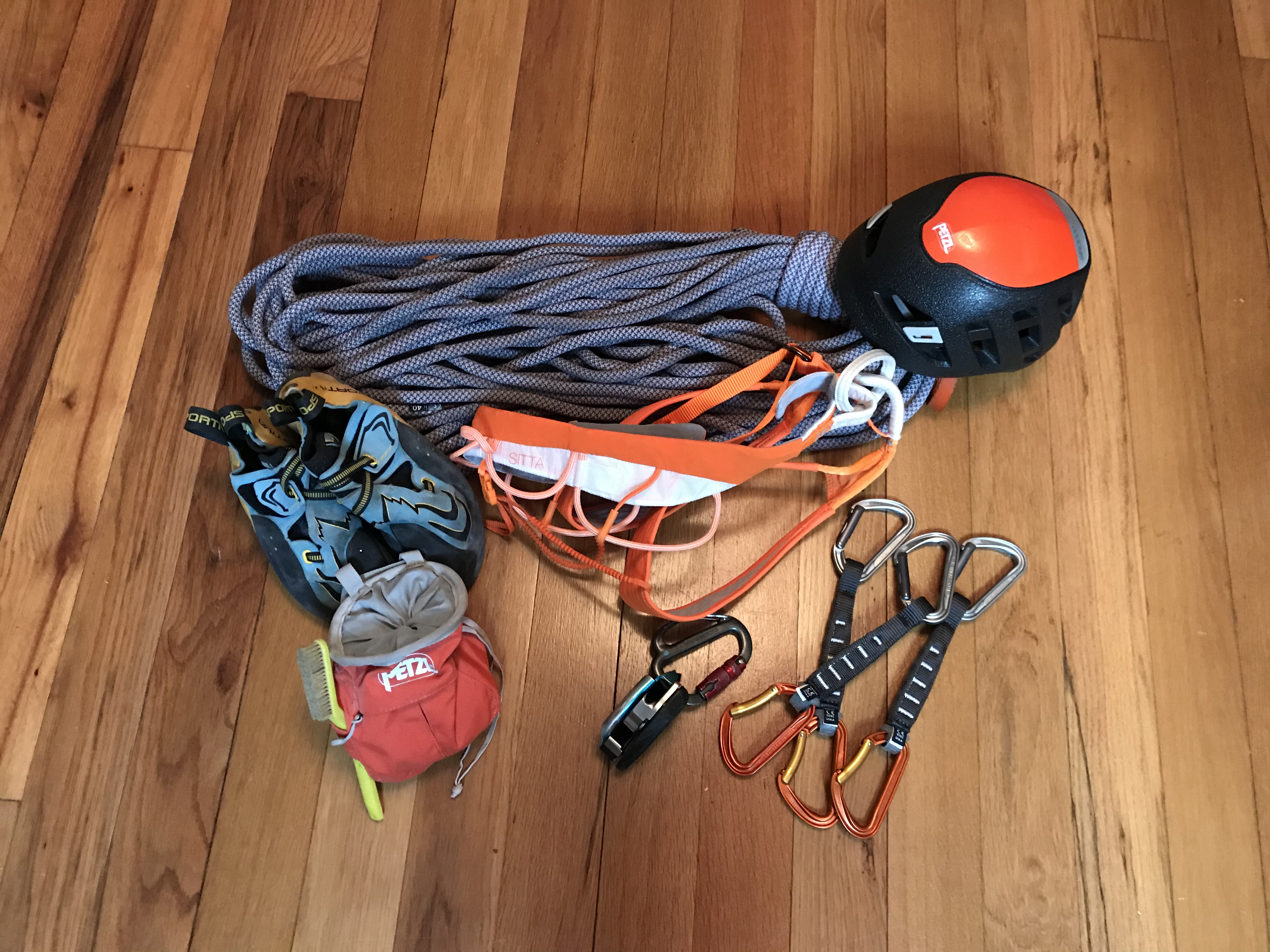
장비들

## 클라이밍 시합
클라이밍 시합은 자연적인 암석 표면이 아닌 인공 구조물에서 일어나는 스포츠 클라이밍의 한 형태다. 리드 클라이밍, 스피드 클라이밍 , 볼더링의 세 가지 분야가 있다. 이 가운데 볼더링은 힘, 조정 및 민첩성 측면에서 세 가지 분야 중 가장 까다로운 것으로 간주된다.스포츠 클라이밍은 2018년 자카르타-팔렘방에서 열린 제18회 아시안게임에서 정식종목으로 채택되었다.

## 올림픽
2015년 9월, 스포츠 클라이밍은 야구 , 소프트볼 , 스케이트보드 , 서핑 , 가라테와 함께 2020년 하계 올림픽에 포함되는 후보 목록 에 포함되었다.  그리고 2016년 6월 국제올림픽위원회 (IOC) 집행이사회는 2020년 대회에 모든 종목을 포함하자는 제안을 지지하겠다고 발표했다.  마침내 2016년 8월 3일, 5개 스포츠(야구와 소프트볼을 하나의 스포츠로 합산)가 모두 2020년 올림픽 프로그램에 포함되도록 승인되었다.
올림픽 스포츠 클라이밍을 위해 제안된 형식은 참가자가 리드 등반, 스피드 클라이밍 및 볼더링의 세 가지 분야 모두에서 경쟁하도록 요구되었다.  그러나 이미 2018년 올림픽 형식으로 전 세계 대회를 축하한 국제 스포츠 클라이밍 연맹(International Federation of Sports Climbing )에서 형식을 채택했다. 스포츠 클라이밍은 이전에 2018년 하계 청소년 올림픽에서 테스트되었다. 2024년 프랑스 올림픽에서는 스피드 종목은 따로 분리된다.

## 같이 보기
- 서채현